# Hymenopus coronatus
La mantide orchidea (Hymenopus coronatus Olivier, 1792) è una mantide originaria delle foreste tropicali del sud-est asiatico. È una delle numerose specie conosciute come mantidi floreali per aspetto e comportamento.

## Descrizione
Questa specie è caratterizzata da una colorazione brillante e da una struttura perfezionata per la mimetizzazione: il corpo infatti ha l'aspetto di alcune parti del fiore dell'orchidea. Le quattro zampe ambulanti assomigliano a petali di fiori, e la coppia frontale dentata viene usata, come in altre mantidi, per afferrare la preda.
H. coronatus mostra alcuni dei dimorfismi sessuali più importanti di qualsiasi specie di mantide: la grandezza del maschio può essere in alcuni casi meno della metà di quella della femmina. La femmina, prima dello sviluppo del camuffamento, sviluppa abilità d'imboscata che le permettono di cacciare insetti impollinatori più grandi. Un esempio di questo è la capacità della mantide orchidea di tendere un'imboscata alle farfalle, prede relativamente grandi che cattura usando la sua coppia di braccia dentate e un morso potente. Poiché l'orchidea femminile continua a svilupparsi nel tempo, i suoi aumenti di dimensioni sono principalmente attribuiti alla sua selezione predatoria.
Le ninfe del primo stadio imitano gli insetti della famiglia Reduviidae, che in genere non sono prede attrattive.
La mantide può cambiare colore tra rosa e marrone, in base al colore dell'ambiente.

## Distribuzione e habitat
H. coronatus si trova nelle foreste pluviali del sud-est asiatico, tra cui Malaysia, Myanmar, Tailandia e Indonesia.

## Biologia

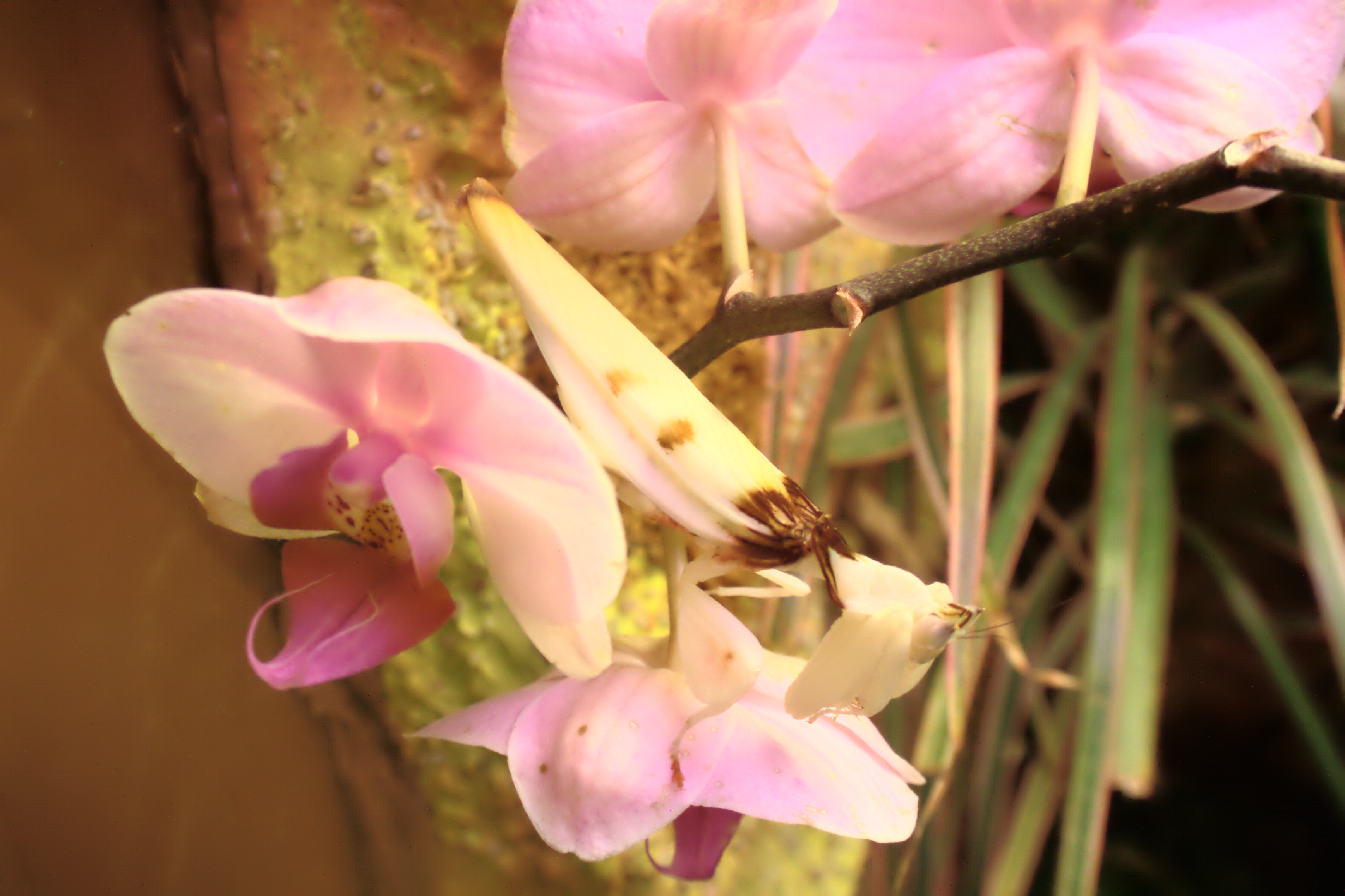
Una femmina adulta di H. coronatus che si mimetizza tra fiori di un'orchidea Phalaenopsis

### Comportamento
Hugh Cott cita un resoconto di Nelson Annandale su Hymenopus coronatus che racconta come l'insetto cacci, tra lo "Straits Rhododendron" (Melastoma polyanthum). La ninfa ha ciò che Cott chiama una "colorazione seducente speciale", dove l'animale funge da "esca". L'insetto è rosa e bianco, con zampe appiattite descritte come "semi-opalescenti, semi-cristalline". La mantide si arrampica su e giù per i ramoscelli della pianta fino a quando non trova un fiore. Si aggrappa a questi con gli artigli che si trovano sulle due paia di zampe posteriori. Quindi ondeggia da un lato all'altro e in breve tempo varie piccole mosche atterrano su e intorno ad essa, attratte dalla piccola macchia nera all'estremità dell'addome che ricorda una mosca. Annandale afferma che, quando un dittero grande come una mosca domestica atterrò nelle vicinanze, la mantide immediatamente la afferrò e la mangiò.
La specie è riportata da Costa, citando il racconto di Shelford del 1903, per mostrare la cura dei genitori nel custodire le uova. Costa chiede retoricamente "Perché è stata fatta così poca [ricerca] sulla cura dei genitori nelle mantidi, un aspetto così inaspettato e intrigante del loro comportamento?"
Il camuffamento della mantide dell'orchidea probabilmente inganna potenziali predatori, oltre ad aiutarla a mimetizzarsi tra le orchidee per cacciare le prede.

### Alimentazione
La specie è carnivora e si nutre principalmente di altri insetti.
In laboratorio preferisce i lepidotteri. La sua alimentazione consiste in piccoli insetti, tra cui grilli, cavallette, mosche, farfalle, moscerini della frutta, scarafaggi e insetti dotati di pungiglione come le api. Alcuni esemplari praticano il cannibalismo.

## Nella cultura umana

### Storia

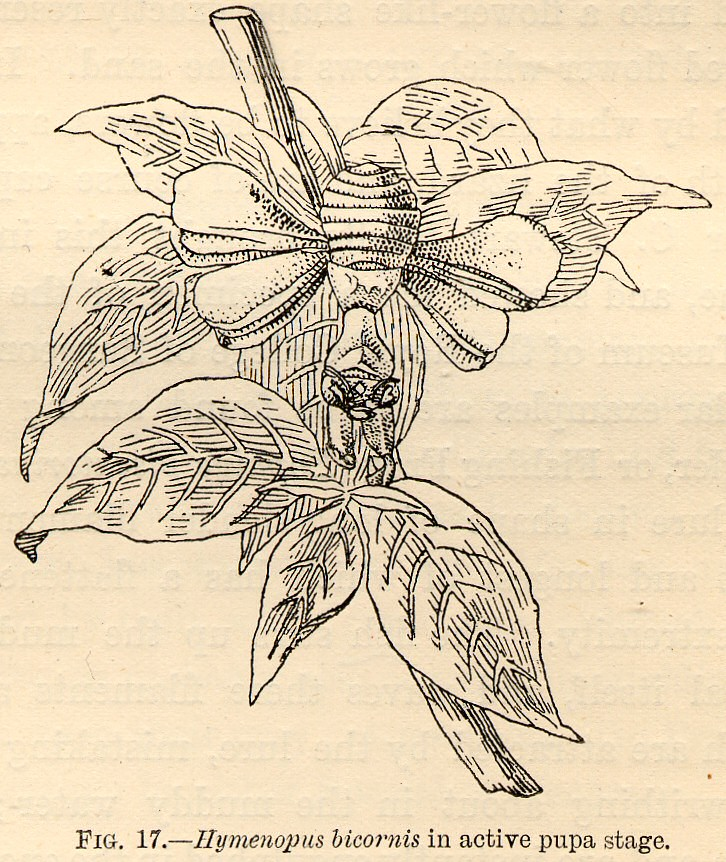
Disegno della ninfa di "Hymenopus bicornis in fase di pupa [l]" di James Wood-Mason, che lo inviò ad Alfred Russel Wallace, il quale a sua volta lo prestò a Edward Bagnall Poulton per il suo libro del 1890 The Colours of Animals

Alfred Russel Wallace nel suo libro del 1889, Darwinismo, definisce rara la mantide: 
(Alfred Russel Wallace)
Il disegno è stato pubblicato nel libro di Edward Bagnall Poulton, The Colours of Animals. Poulton la chiama "mantide indiana" che "si nutre di altri insetti, i quali attrae per la sua forma simile a un fiore, e grazie al colore rosa. Quelle che sembrano petali sono le zampe appiattite dell'insetto"

### Riproduzione in cattività
La mantide dell'orchidea è amata dagli allevatori di insetti, ma è anche estremamente rara e estremamente costosa.

### Nella cultura di massa
Hymenopus coronatus, sotto il nome Orchid Mantis, appare nella serie di videogiochi Animal Crossing.

## Galleria d'immagini

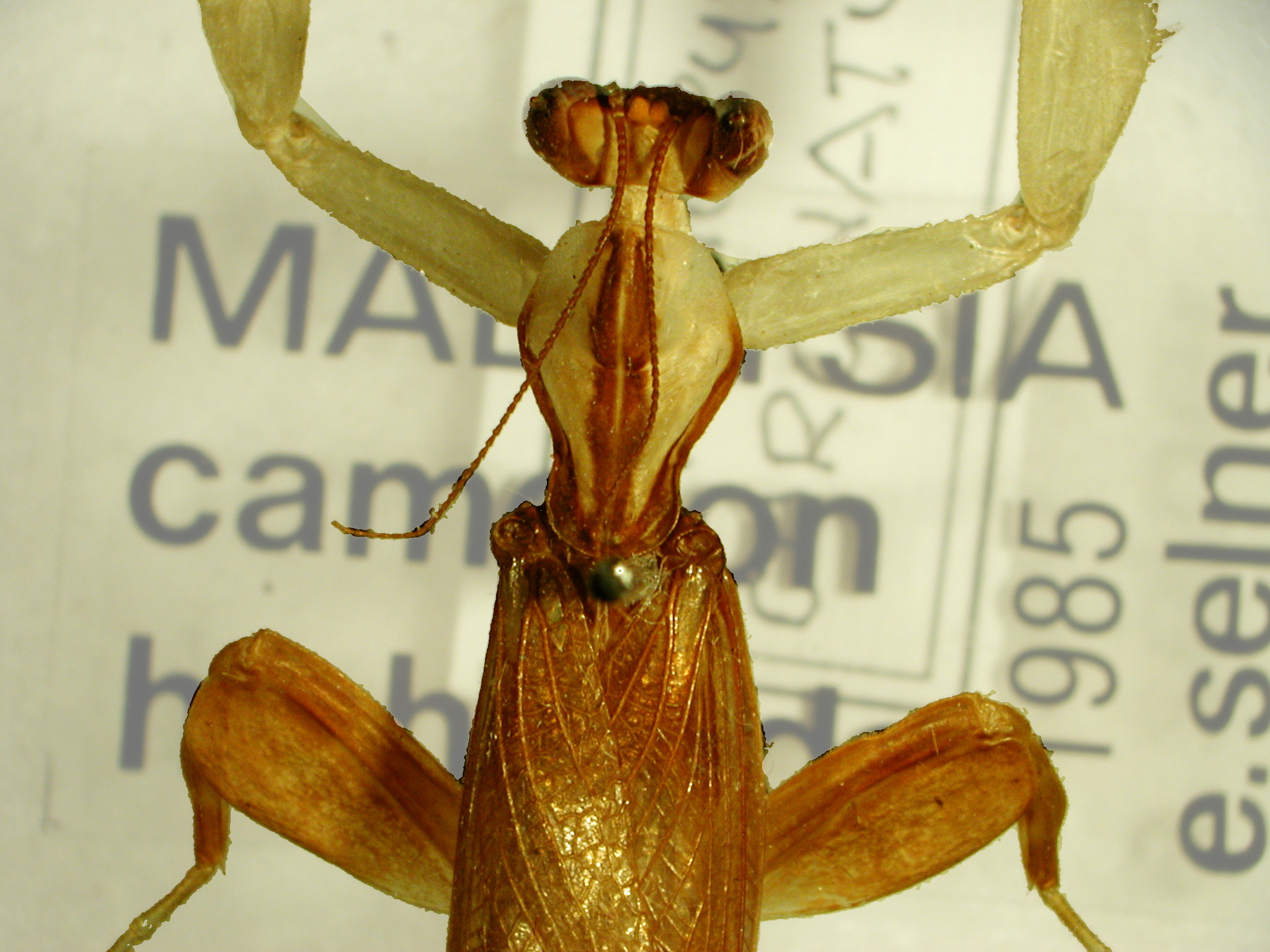
Un maschio adulto
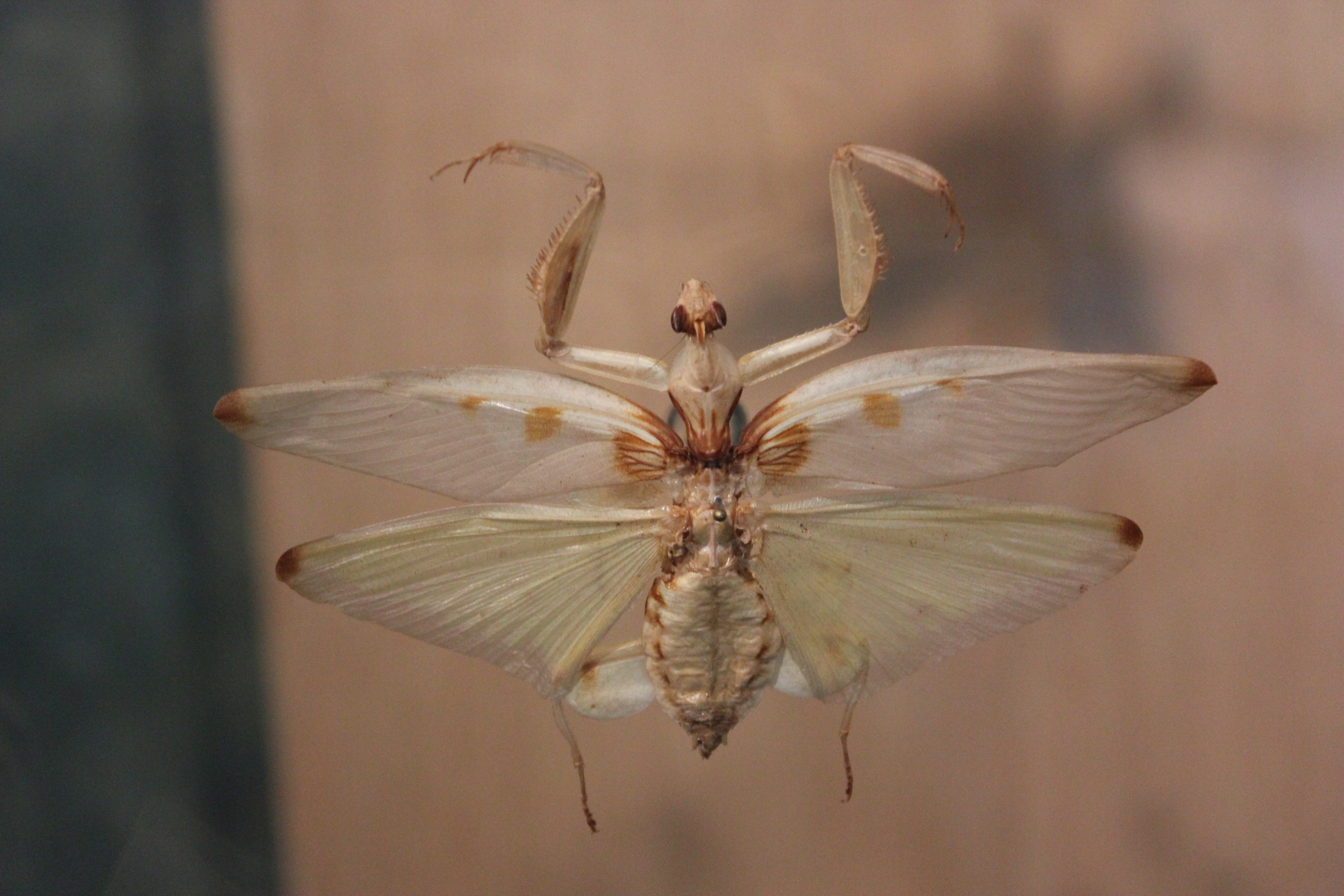
Una femmina adulta
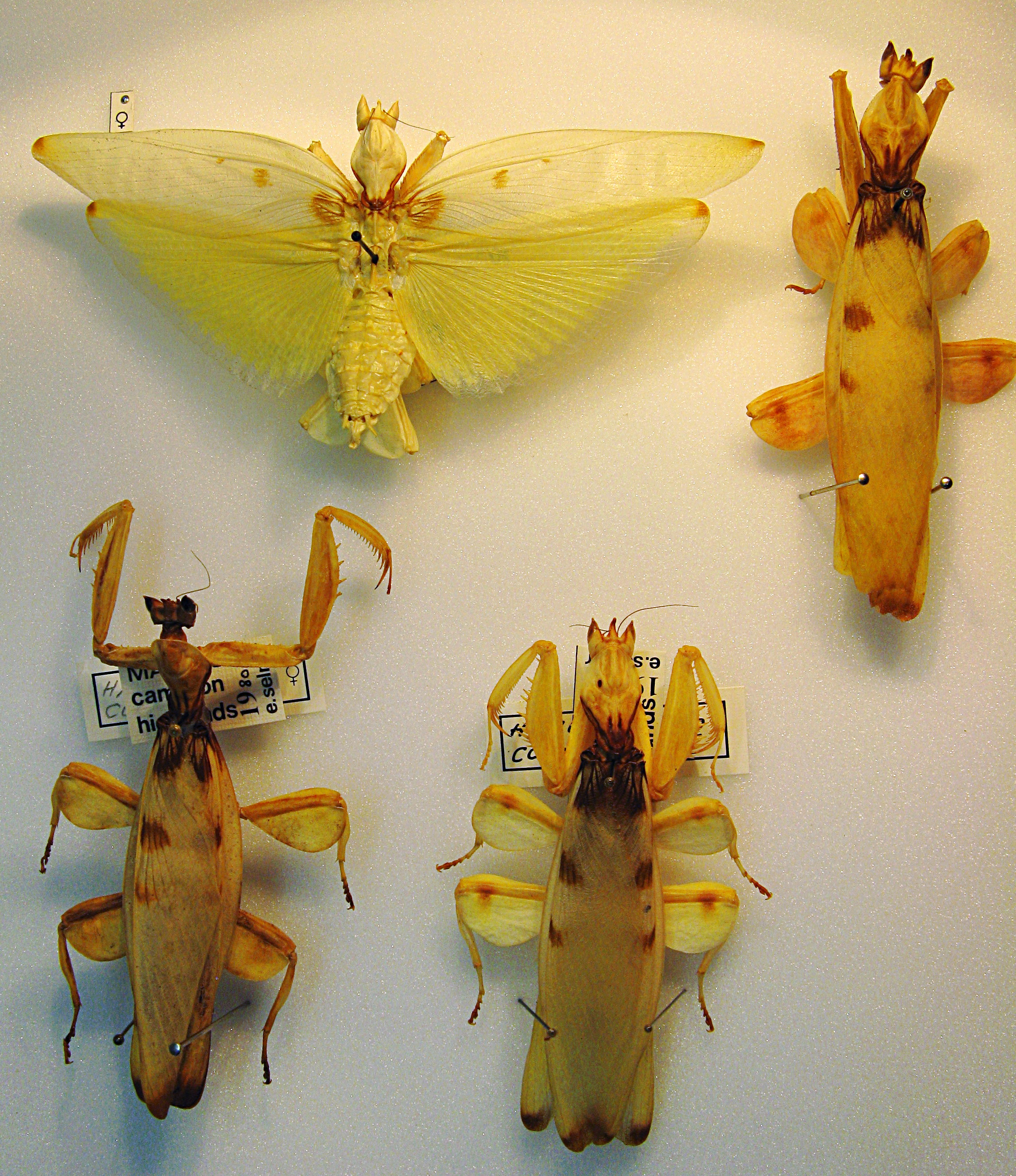
Alcune femmine adulte
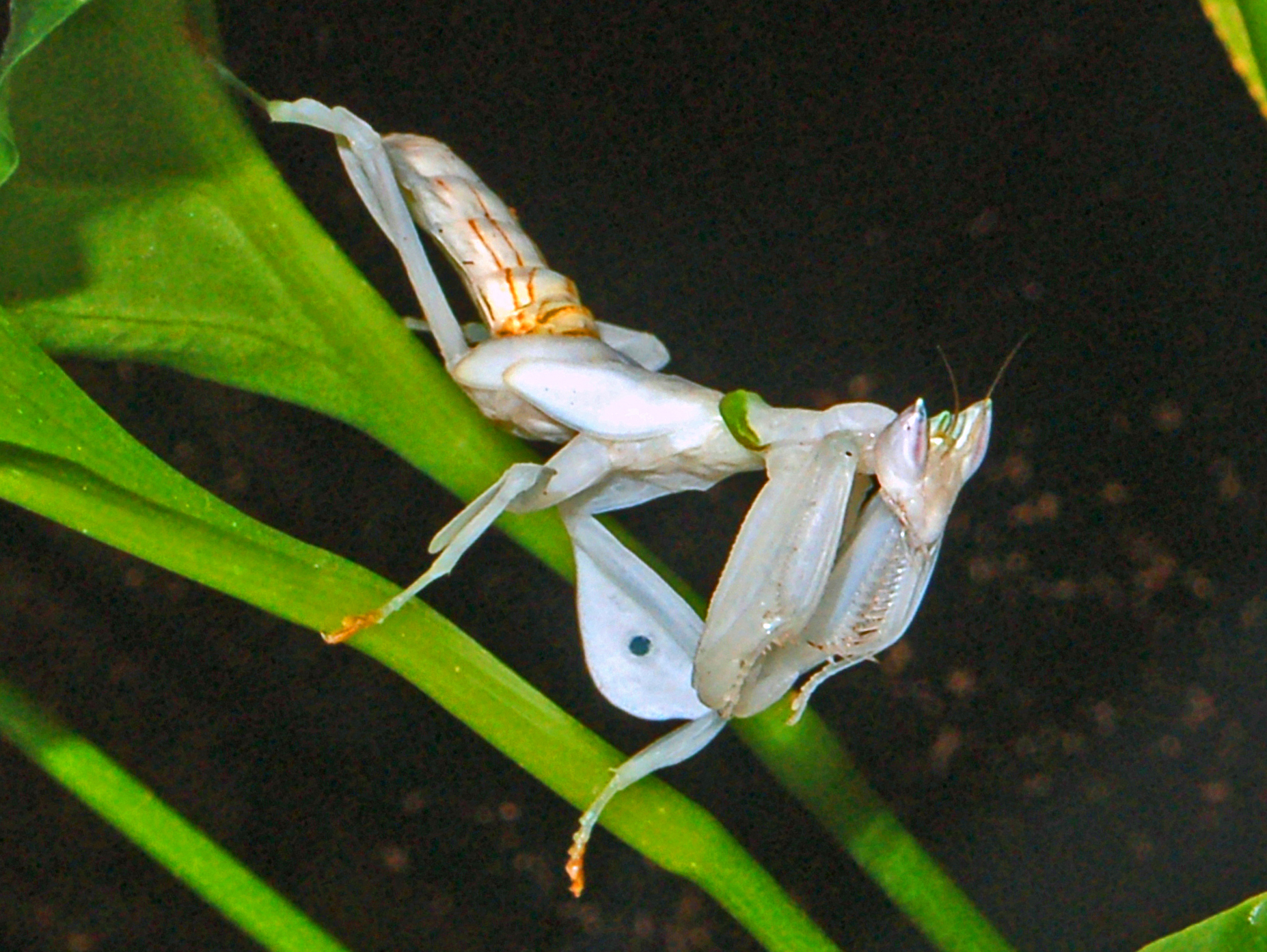
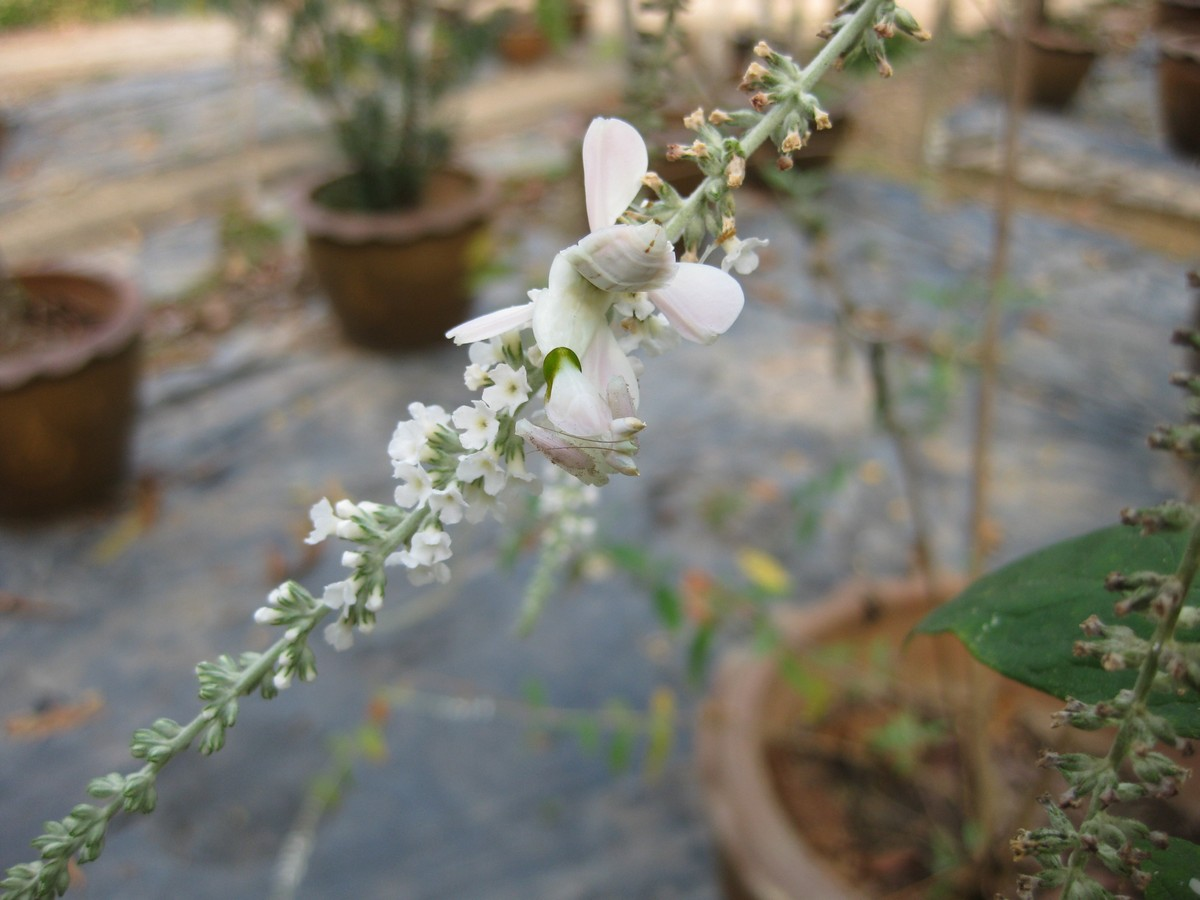
Una femmina in provincia di Chiang Mai, Thailandia
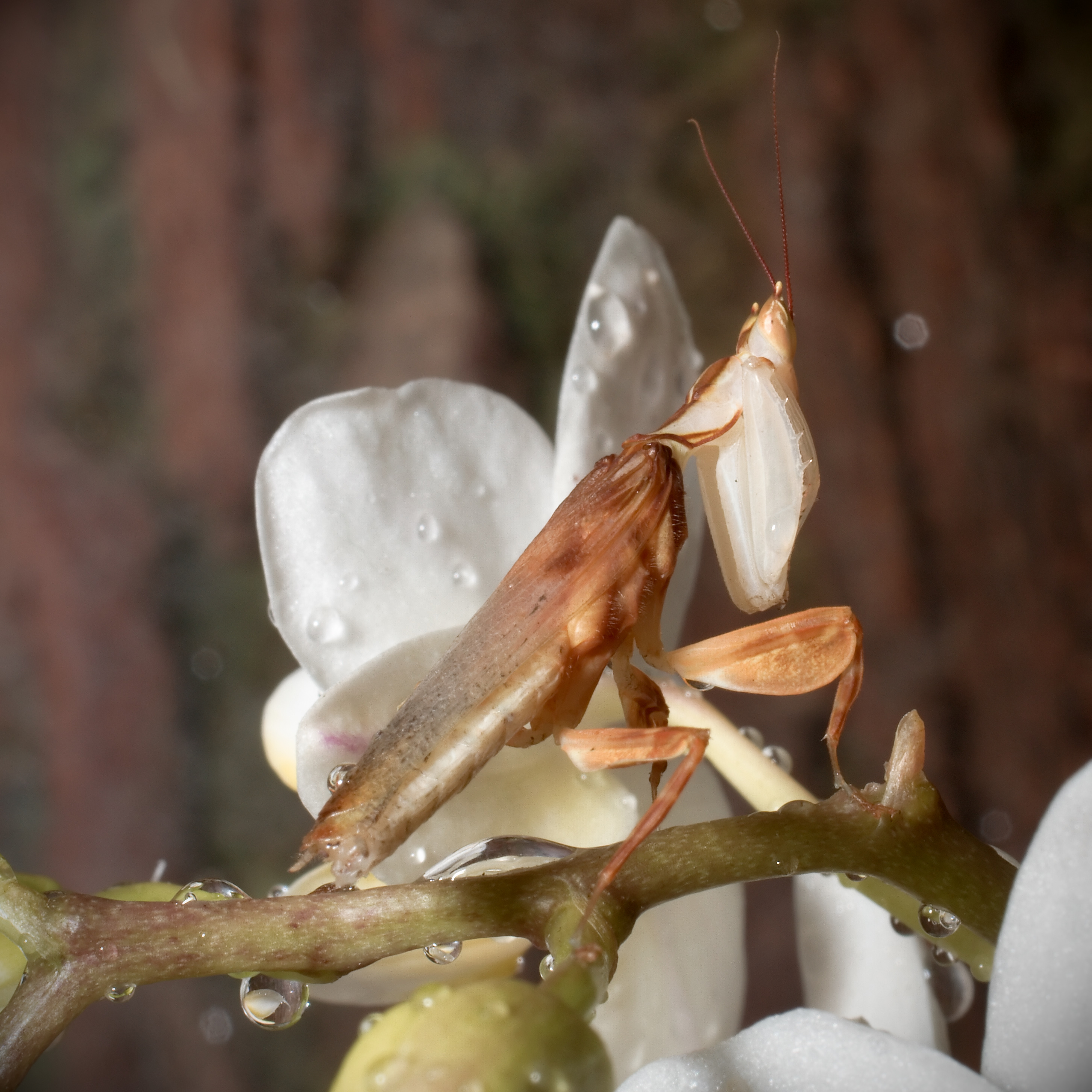
Un maschio adulto